# Ocnița-Țărani, Orhei
Ocnița-Țărani este un sat din cadrul comunei Zorile din raionul Orhei, Republica Moldova